# يواكيم أندرسون (لاعب هوكي الجليد)
يواكيم أندرسون (بالسويدية: Joakim Andersson)‏ هو لاعب هوكي الجليد سويدي، ولد في 5 فبراير 1989 في Munkedal ‏ في السويد.

## وصلات خارجية
- يواكيم أندرسون على موقع دوري الهوكي الوطني (الإنجليزية)
- يواكيم أندرسون على موقع EliteProspects.com (الإنجليزية)
- يواكيم أندرسون على موقع Eurohockey.com (الإنجليزية)
- يواكيم أندرسون على موقع HockeyDB.com (الإنجليزية)
- يواكيم أندرسون على موقع Hockey-Reference.com (الإنجليزية)